# 曲施
曲施是德国莱茵兰-普法尔茨州的一个市镇。总面积8.04平方公里，总人口638人，其中男性308人，女性330人（2011年12月31日），人口密度79人/平方公里。